# Siemion Turowski
Siemion Abramowicz Turowski, ros. Семён Абрамович Туровский (ur. 1895 w Czernihowie, zm. 1 lipca 1937) – rosyjski rewolucjonista pochodzenia żydowskiego, radziecki wojskowy, komkor, ofiara wielkiej czystki w Armii Czerwonej.

## Życiorys
Był synem zamożnego kupca. W 1911 r. wstąpił do Socjaldemokratycznej Partii Robotniczej Rosji (bolszewików). W 1914 r. został aresztowany za rozklejanie ulotek antywojennych. Został zesłany do Wiatki, a następnie wcielony do Armii Imperium Rosyjskiego, służył jako podoficer. Po rewolucji lutowej wstąpił do Czerwonej Gwardii w Kijowie. Następnie znalazł się w formacji Czerwonych Kozaków. Został zastępcą dowódcy 1 pułku Czerwonych Kozaków, był również przyjacielem jego dowódcy Witalija Primakowa. Po utworzeniu brygady Czerwonych Kozaków, a następnie 8 dywizji kawalerii Czerwonych Kozaków, pełnił w tych jednostkach obowiązki szefa sztabu, a między 14 marca a 14 maja 1920 r. pełnił tymczasowo obowiązki dowódcy.
W latach 1924-1926 był komendantem Wyższej Szkoły Kawalerii w Leningradzie. Następnie od 1927 do 1928 dowodził 11 dywizją strzelecką. W latach 1928–1930 był szefem sztabu 1 korpusu kawalerii Czerwonych Kozaków. Od 1930 do 1932 r. dowodził 12 korpusem strzeleckim Nadwołżańskiego Okręgu Wojskowego.
W latach 1935-1936 w stopniu komkora był zastępcą dowódcy Charkowskiego Okręgu Wojskowego. Jego pozycja i autorytet wśród radzieckich wojskowych wzrosły jeszcze po manewrach Armii Czerwonej w Kijowie w 1935 r., podczas których Turowski, dowodząc jedną z "walczących stron", pokonał swojego przełożonego, dowódcę Charkowskiego Okręgu Wojskowego Iwana Dubowoja. Był członkiem Komitetu Centralnego Komunistycznej Partii (bolszewików) Ukrainy.
2 września 1936 r. został aresztowany i oskarżony o udział w antyrządowym spisku trockistowskim – działalność kontrrewolucyjną, terroryzm, zdradę ojczyzny. Swoimi zeznaniami, wymuszonymi podczas brutalnego śledztwa, obciążył go aresztowany wcześniej komkor Dmitrij Szmidt. Podczas plenum Komitetu Centralnego WKP (b) na przełomie lutego i marca 1937 r. komisarz obrony Klimient Woroszyłow wymienił Turowskiego wśród zdemaskowanych "wrogów ludu" w Armii Czerwonej, obok kilku innych już aresztowanych oficerów. Podczas śledztwa brutalnie traktowany Turowski przyznał się do formułowanych pod jego adresem oskarżeń. Na procesie odwołał swoje przyznanie się do winy. Został skazany na śmierć i rozstrzelany 1 lipca 1937 r. Pochowany w zbiorowym grobie na Cmentarzu Dońskim w Moskwie. W 1956 r. zrehabilitowany.
Odznaczony Orderem Czerwonego Sztandaru.